# Прилль, Карл
Карл Прилль (нем. Karl Prill; 22 октября 1864, Берлин — 15 августа 1931, Клостернойбург) — немецкий скрипач. Сын дирижёра Карла Прилля (1838—1876), брат Эмиля и Пауля Приллей.

## Биография
С шестилетнего возраста занимался на скрипке под руководством своего отца, уже в детские годы гастролировал с братьями по Германии. В дальнейшем учился в Берлине у Вильгельма Хельмиха, а затем в Берлинской высшей школе музыки у Эммануэля Вирта и Йозефа Иоахима.
В 1882—1885 гг. концертмейстер оркестра Беньямина Бильзе, с которым, в частности, гастролировал в Павловске. Затем работал в Магдебурге, c 1891 г. концертмейстер Гевандхаус-оркестра в Лейпциге. В 1897 г. обосновался в Вене, концертмейстер Венского филармонического оркестра (до 1925 г.); на рубеже столетий был также концертмейстером оркестра Байройтского фестиваля. Кроме того, руководил собственным квартетом (вторая скрипка Август Зиберт, альт Антон Ружичка, виолончель Йозеф Зульцер и Вильгельм Йераль), на счету которого — премьеры Фортепианного квинтета Белы Бартока (1904, с участием композитора), квартетов Хуго Вольфа (1903) и Франца Миттлера (1910). Преподавал в Венской консерватории.